# Francesco D'Aniello
Francesco D'Aniello (Nettuno, 21 de março de 1969) é um atirador olímpico italiano, medalhista olímpico.

## Carreira
Francesco D'Aniello representou a Itália nas Olimpíadas, de 2008 e 2012, conquistou a medalha de prata na Fossa olímpica dublê.